# Núi Ōmine
Núi Ōmine (大峰山 Ōmine-san), là một ngọn núi linh thiêng tại Nara, Nhật Bản, nổi tiếng với ba bài thử thách lòng dũng cảm.
Chính thức được gọi là núi Sanjō (山上ヶ岳 Sanjō-ga-take), phổ biến hơn được gọi là núi Ōmine nhờ chỗ lồi lên tại dãy núi Ōmine. Tọa lạc tại vườn quốc gia Yoshino-Kumano ở Kansai, Honshū, Nhật Bản.
Đền thờ Ōminesanji, nằm ở trên đỉnh núi, là trụ sở của giáo phái Shugendō thuộc Phật giáo Nhật Bản. Toàn bộ ngọn núi là một phần của cuộc hành hương và sân tập yamabushi.